# Edward Weston
Edward Weston (ur. 24 marca 1886 w Highland Park (Illinois), zm. 1 stycznia 1958 w Carmel w Kalifornii) – amerykański fotografik.
Pierwsze fotografie zaczął robić w 1902 roku. W 1906 roku po raz pierwszy opublikowano zdjęcie jego autorstwa. W 1908 rozpoczął naukę w Illinois College of Photography. Pobrał się z Florą Chandler w 1909 roku, z którą miał czterech synów. W 1911 założył własne studio w Tropico w Kalifornii. Na początku swojej drogi artystycznej uprawiał piktorializm.
W latach 1912–1921 był w związku z Margarethe Mather, która miała silny wpływ na jego sztukę. W 1922 roku nastąpił przełom – fotografie Westona stały się bardziej skupione na detalu i formie. W roku 1923, wraz z Tiną Modotti, założył studio w mieście Meksyk. W tym okresie fotografował liczne portrety i akty. Wkrótce powrócił do Kalifornii. W latach 1927–1930 fotografował muszle, papryki i inne małe formy, skupiając się na fakturze tych przedmiotów.
W 1929 przeniósł się do Carmel w Kalifornii. W 1932 został współzałożycielem grupy f/64 z Adamsem i Willardem van Dyke oraz innymi. Od 1936 roku fotografował akty i wydmy w Oceano w Kalifornii. Otrzymał jako pierwszy fotograf Stypendium Guggenheima. Podróżował po USA wraz ze swoją późniejszą żoną, Charis Wilson.
Od 1946 Weston chorował na Parkinsona. Ostatnie zdjęcie zrobił w 1948 roku. W 1946 odbyła się w New York Museum of Modern Art retrospektywna wystawa jego prac, a w 1952 z okazji 50-lecia jego pracy wydano rocznicowe portfolio fotografa.
Weston zmarł 1 stycznia 1958 roku. Jego prochy wsypano do Pacyfiku na plaży w Point Lobos.